# Pisó (tirà)
Pisó (en llatí Peison, en grec antic Πείσων) fou un dels Trenta Tirans, un govern oligàrquic pro-espartà compost de trenta magistrats anomenats tirans, que succeí a la democràcia atenenca al final de la Guerra del Peloponès, establerts a Atenes l'any 404 aC.
Va proposar, ja que diversos residents estrangers estaven disconformes amb el nou govern, que cadascun dels trenta podria matar un estranger ric i apropiar-se de la seva casa i les seves propietats. La proposta es va aprovar amb l'única oposició de Teràmenes. Pisó va anar amb Melobi i Mnesítides per matar Lísies i el seu germà Polemarc. Lísies va voler subornar Pisó amb un talent que li va donar a canvi que el deixés escapar, però Pisó després d'acceptar-ho i de prometre que el deixaria anar, va confiscar totes les seves propietats i riqueses i finalment va entregar Lísies a Melobi i Mnesítides, segons diu Xenofont a les Hel·lèniques.